# Elvançelebi, Mecitözü
Elvançelebi là một thị trấn thuộc huyện Mecitözü, tỉnh Çorum, Thổ Nhĩ Kỳ. Dân số thời điểm năm 2010 là 509 người.